# 岡田周三
岡田 周三（おかだ しゅうぞう、1905年 - 1983年）は、マクロビオティック普及団体である正食協会の二代目会長。マクロビオティック創始者である桜沢如一（正食協会初代会長）の熱心な門下生の一人として、大阪を拠点にマクロビオティック思想の啓発と研究、玄米食の推進、食生活を中心とした健康指導や、病気に苦しむ人たちの相談などの活動に打ち込んだ。

## 概要
戦後、京都と大阪で桜沢を囲んでマクロビオティックの例会が開かれ、大阪で機関紙が発刊されるようになった。しかし、1953年に桜沢がマクロビオティック思想の根本である無双原理（PUと略されることもある。フランス語でPrincipe Unique）を海外に広めるべく、インドを皮切りとして5年間にわたる世界旅行に出発すると、活動が一時すたれた。
そこで、1957年に岡田周三が大阪府堺市の自宅を拠点として食養新生会を旗揚げした。大阪での活動は「PU運動」と呼ばれていたが、PUではなくわかりやすい「食養」を採用し、さらに以前「食養会」と称する団体があったことから、新しい時代にふさわしいものをと食養新生会と名づけられた。
1958年、食養新生会は月刊の機関紙「健康と平和」を創刊する。同誌は世界旅行から帰国した桜沢から「関西での正食活動をもっと活発にしてほしい」という要望を受け、初代編集長となって創刊に踏み切ったものであり、紙名は桜沢の発案。表紙の題字も、桜沢自身が筆を執った。創刊日は桜沢の誕生日、10月18日である。創刊号はなじみのそば屋に集まった食養新生会の役員たちに配られ、喜びの中で新しい会誌の船出を祝った。月刊誌「健康と平和」はそれから、「正食」、「コンパ21」、ふたたび「正食」と誌名を変更し、2001年6月号の通巻501号より「むすび」となり、現在も発行されている。
1969年、食養新生会は「世界正食協会」に改称する。
1983年、世界正食協会は現在の「正食協会」に改称する。